# Bénodet
Bénodet ist eine kleine französische Gemeinde mit 3878 Einwohnern (Stand 1. Januar 2022) in der Cornouaille. Sie liegt in der Bretagne, im Département Finistère im Arrondissement Quimper. Der Name „Bénodet“ stammt aus dem Bretonischen: Ben bedeutet Kopf und Odet ist der Fluss, an dem die Gemeinde liegt. Die Gemeinde liegt also am Kopf (bzw. an der Mündung) des Odet.

## Geografie

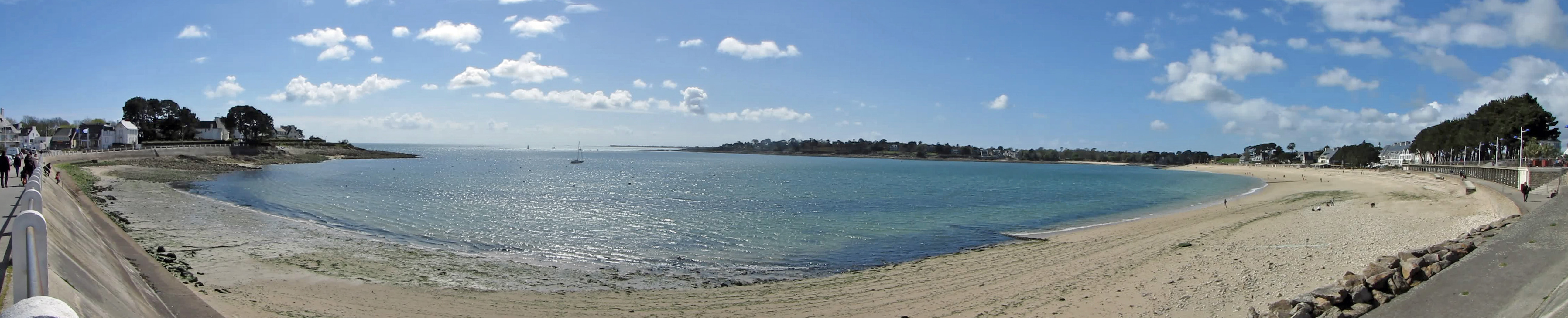
Bucht von Bénodet

Der Ort liegt in der Landschaft Cornouaille, 13 Kilometer Luftlinie südlich der Stadt Quimper an der Mündung der breiten und sich tief ins Land einschneidenden Ästuars des Odet in den Atlantik.
Der Mündungsarm des Odet wird nördlich des Ortes von der Pont de Cornouaille, einer hohen Straßenbrücke überquert.
Die touristisch bekannteren Orte Concarneau und Pont-l’Abbé liegen nur wenige Kilometer entfernt.

## Bevölkerungsentwicklung

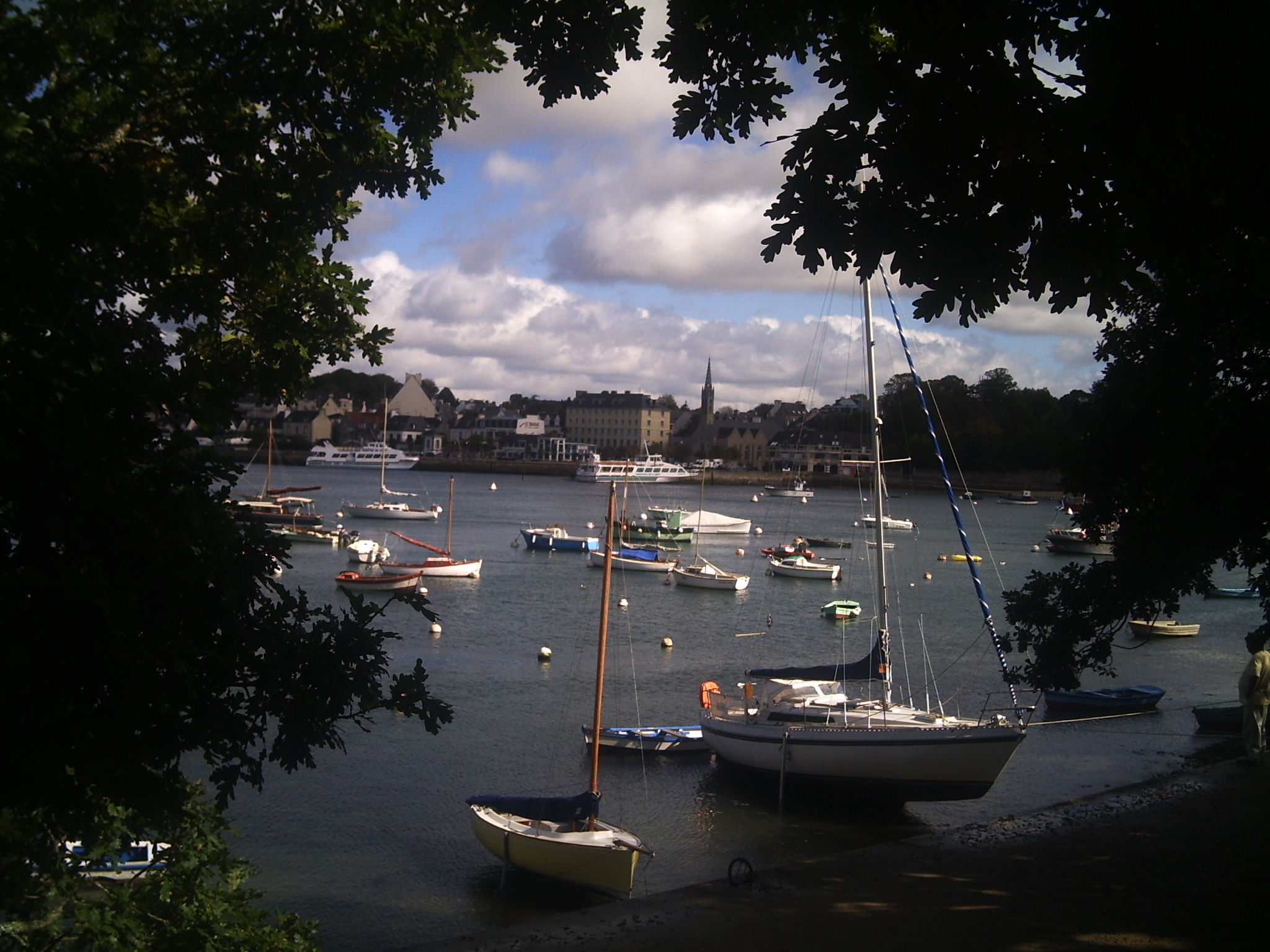
Blick über den Hafen

| Jahr                       | 1962 | 1968 | 1975 | 1982 | 1990 | 1999 | 2006 | 2016 |
| Einwohner                  | 1882 | 1922 | 2087 | 2285 | 2436 | 2750 | 3159 | 3534 |
| Quellen: Cassini und INSEE |      |      |      |      |      |      |      |      |

## Wirtschaft
Die ehemals dominierende Fischerei hat mittlerweile ihre wirtschaftlich herausragende Stellung verloren; heute spielt der Tourismus in Bénodet die zentrale Rolle. Schon seit den 1960er Jahren, als der Ort sich zum „Strandbad der Pariser“ entwickelte, gibt es dort ein Casino, und aus dem Fischereihafen wurde zunehmend ein Jacht- und Sportboothafen (port de plaisance). Heute existiert in Bénodet zudem ein Zentrum für Thalassotherapie, es gibt ein Kino, überwiegend im Sommerhalbjahr geöffnete Bars und Diskotheken, zahlreiche (Fisch-)Restaurants und etliche Fremdenbetten vorwiegend in kleineren Privatunterkünften und Ferienwohnungen.
In der näheren Umgebung befinden sich mehrere Campingplätze. In der Sommersaison verbindet eine Personenfähre Bénodet mit dem touristisch attraktiven Sainte-Marine am gegenüberliegenden Flussufer.

## Sehenswürdigkeiten

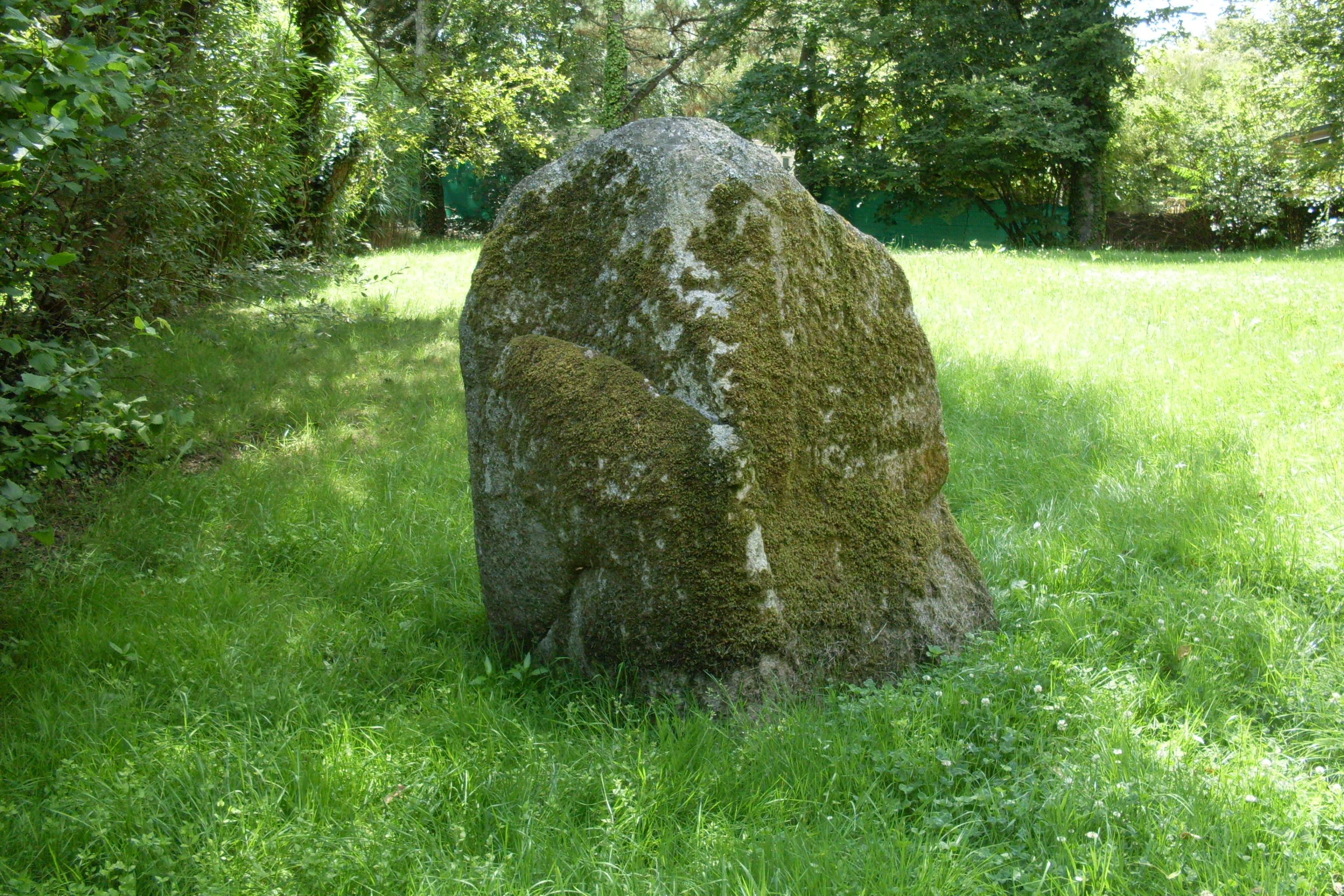
Menhir von Poulquer

Siehe auch: Liste der Monuments historiques in Bénodet
- Kirche Saint-Thomas Becket (Bénodet)
- Menhir von Poulquer